# Relaciones Colombia-Paraguay
Las relaciones Colombia-Paraguay son las relaciones diplomáticas entre la República de Colombia y la República de Paraguay. Ambos países de Sudamérica pertenecen a la Asociación Latinoamericana de Integración, Comunidad de Estados Latinoamericanos y Caribeños, las Naciones Unidas, la Organización de Estados Americanos, y la Organización de Estados Iberoamericanos para la Educación, la Ciencia y la Cultura.

## Historia
Tanto Colombia como Paraguay comparten una historia común en el hecho de que ambas naciones fueron una vez parte del Imperio español. Durante el período colonial español, Colombia fue gobernada por el Virreinato de Nueva Granada en Bogotá, mientras que Paraguay fue parte del Virreinato del Río de la Plata y administrado desde Buenos Aires. En 1819, el Virreinato de Nueva Granada obtuvo su independencia de España y se convirtió en la República de Nueva Granada.En 1830 se separa de la Gran Colombia. En 1846, la República de Nueva Granada reconoció al Paraguay independiente. En 1863, la República de Nueva Granada cambia su nombre al de Colombia.
En 1864, durante la Guerra de la Triple Alianza entre Paraguay y Argentina, Brasil y Uruguay; Colombia apoyó moralmente a Paraguay y protestó contra la guerra. Colombia ofreció otorgar la ciudadanía colombiana a cualquier paraguayo que pisara el suelo colombiano si, como resultado de la guerra, Paraguay desapareciera al haberse dividido entre los tres vencedores. Sin embargo, no se requirió la oferta de ciudadanía al final de la guerra, ya que se permitió que Paraguay siguiera existiendo, aunque con territorio reducido en un 70%.
En 1920, ambas naciones abrieron misiones diplomáticas residentes en sus respectivas capitales. Durante la Guerra del Chaco entre Paraguay y Bolivia; Colombia se convirtió en un mediador entre las dos naciones para tratar de encontrar una solución pacífica. Desde entonces, las relaciones entre ambas naciones se han mantenido cercanas. Ambas naciones participan en varias cumbres multilaterales sudamericanas y han tenido varias reuniones bilaterales de alto nivel. En abril de 2017, el presidente colombiano Juan Manuel Santos realizó una visita a Paraguay. En febrero de 2019, el presidente paraguayo Mario Abdo Benítez visitó Colombia.

## Acuerdos bilaterales
Ambas naciones han firmado numerosos acuerdos, tales como un Acuerdo sobre Intercambios Culturales (1965); Acuerdo de Cooperación Científica y Técnica (1980); Acuerdo de cooperación académica entre ambas academias diplomáticas y consulares (1993); Acuerdo de Cooperación Turística (1993); Acuerdo de Cooperación Judicial en Materia Penal (1997); Acuerdo de cooperación para la prevención, el control y la represión del blanqueo de dinero de cualquier actividad ilícita (1997); Acuerdo de cooperación para la lucha contra el tráfico ilícito de estupefacientes y sustancias psicotrópicas (1997); Acuerdo sobre la seguridad (2005); Acuerdo de cooperación para la recuperación de bienes culturales importados o exportados ilícitamente (2008) y un Acuerdo de transporte aéreo (2013).

## Transporte
Hay vuelos directos entre ambas naciones con Avianca.

## Misiones diplomáticas residentes
- Colombia tiene una embajada en Asunción.[9]
- Paraguay tiene una embajada en Bogotá.